# Batalla de Truillás
La batalla de Truillás (Trouillas en francés) tuvo lugar el 22 de septiembre de 1793, durante la Guerra del Rosellón, en la comuna francesa de Trouillas, entre las tropas de Carlos IV de España comandadas por el general Antonio Ricardos, que contó con refuerzos mandados por los condes de Osuna y de la Unión, de tropas portuguesas y la escuadra anglo-española que operaba en las costas mediterráneas, y las tropas de la República Francesa. A pesar de la victoria, no se consiguió recuperar el territorio del Rosellón por parte del rey español.
Las bajas infligidas al ejército francés, dirigido por el general Dagobert, fueron de unos 6.000 entre muertos, heridos y prisioneros.[cita requerida]

## Antecedentes
Desde la invasión de Rosellón (Rousillon en francés)  durante el mes de abril de 1793, el capitán general Ricardos y su ejército español ganaron una serie de éxitos (batallas de Ceret y Mas Deu) sobre las fuerzas de defensa de la Primera República Francesa. El Sitio de Bellegarde (fuerte de Bellegarde) terminó con una capitulación francesa el 24 de junio de 1793. Desde junio, el ejército español se mantuvo unos kilómetros al sur de Perpiñán, el capital del departamento. A principios de septiembre, Ricardos hizo una salida para aislar y capturar la fortaleza de Perpiñán enviando dos divisiones alrededor de su lado occidental para cortar el camino hacia Narbona. Mientras tanto bombardeó la ciudad desde el sur. Las tropas francesas atacaron las posiciones españolas. La Batalla que resultó de Peyrestortes el 17 de septiembre fue una victoria francesa. El ejército español se reagrupó cerca de Truillás.
El día después de la batalla de Peyrestortes , el general francés Dagobert decidió atacar a Ricardos en su campo en Truillás.

## Batalla
El 22 de septiembre el general Dagobert atacó la defensa española con 22.000 soldados. El ataque de Dagobert empujó atrás el centro español y forzó su camino en el campo principal en Truillás. Ricardos, personalmente, condujo una carga de caballería para romper la columna francesa que intentaba rodear su posición, tras rechazarla volvió a la crisis de la batalla en el centro. Cargó con toda la masa de su caballería contra la división de Dagobert. 
Tres medias brigadas francesas fueron rodeadas y muchos presos tomados. Después de una batalla que duró todo el día, Dagobert se retiró el nordeste a Canohès.

## Consecuencias
Los franceses sufrieron la pérdida de 6.000 soldados muertos y unos 1.500 heridos, amén de 10 cañones perdidos. Por parte española fueron 2.000 en total, muertos o heridos.
Tras la victoria la guerra continuó, el general Ricardos hubo de retirarse con 20.000 hombres y 106 piezas artilleras, acosado a poca distancia, sin perder hombres ni equipo y aguantando casi un mes en sus atrincheramientos (tres ataques generales y once combates) sin ceder posiciones ni piezas. 
Por su triunfo en la batalla de Truillás, la viuda del general Ricardos recibió el título de condesa de Truillás.